# Homologación
Homologación, derivado del griego homologos (ομόλογ 'acordar'), es el término que se usa en varios campos para describir la equiparación de las cosas, ya sean estas características, especificaciones o documentos.

## Académica
La homologación académica se refiere al reconocimiento oficial de títulos académicos de un país, para su reconocimiento en el extranjero. También se refiere al reconocimiento (convalidación) de los estudios realizados en una institución académica, a efectos laborales, sin la obtención del título o diploma correspondiente que sirva para su culminación en otra institución. 

### Cursos homologados
Dicho lo anterior sobre la homologación, podemos decir que los cursos homologados son aquellos que se realizan mediante algún convenio con cualquier administración educativa, tales como el Ministerio de Educación o Universidades oficiales. Estos cursos cuentan con créditos ECTS baremables en oposiciones y bolsas de trabajo de la administración pública. Pueden ser en modalidad en línea o presencial. Por lo general, los opositores y las opositoras tienden a pensar en el baremo de méritos como un factor no tan importante. No obstante, la realidad es bien diferente: pueden ser puntos definitivos a la hora de conseguir una plaza de empleo pública. Es aconsejable que no se subestimen todos y cada uno de los puntos que pueden ser adquiridos y que suman para la adquisición del empleo público.

## Económica
La homologación económica es la acción de poner en relación de igualdad y semejanza dos bienes, haciendo intervenir variables físicas, de conservación, superficie, zona, ubicación, edad consumida, calidad, uso de suelo o cualquier otra variable que se estime prudente incluir para un razonable análisis comparativo de Mercado o de otro parámetro.

## Vehículos
La homologación automovilística se refiere
- A la aprobación del vehículo para circulación en la vía pública
- A la adaptación de vehículos de producción en serie (o de calle) a determinadas características de una competición en particular, como el rally o la NASCAR. Normalmente se pide una producción mínima del modelo a homologar, para evitar que el productor construya vehículos específicamente para emular
- La homologación es necesaria cuando se realiza la importación a territorio nacional de un coche nuevo, semi nuevo o clásico, camión, caravana, maquinaria agrícola o industrial, o cualquier tipo vehículo cuyo país de origen tenga leyes y legislaciones que puedan ser diferentes al del país de la importación.

## Otros
En biología, la homologación describe similitudes usadas para asignar organismos a la misma familia o taxón; son similitudes que han heredado conjuntamente de un ancestro común.
En áreas técnicas, la homologación se refiere a la equivalencia que deben mostrar los productos del callcenter o los sistemas a un determinado proceso o estándar de trabajo o aplicación.
En varios campos, se refiere a la igualdad de reglas, normas y reglamentos que ordenan el funcionamiento de una entidad.